# Chens-sur-Léman
Chens-sur-Léman è un comune della Francia di 1 859 abitanti nel dipartimento dell'Alta Savoia.
È un comune frontaliero, confinando esso con il cantone svizzero di Ginevra; si trova sul lago Lemano e ha una superficie di circa 11 km².

## Società

### Evoluzione demografica
Abitanti censiti